# Кристаллическая решётка
Кристалли́ческая решётка — вспомогательный геометрический образ, вводимый для анализа строения кристалла. Решётка имеет сходство с канвой или сеткой, что даёт основание называть точки решётки узлами. Решёткой является совокупность точек, которые возникают из отдельной произвольно выбранной точки кристалла под действием группы трансляции. Это расположение замечательно тем, что относительно каждой точки все остальные расположены совершенно одинаково. Применение к решётке в целом любой из присущих ей трансляций приводит к её параллельному переносу и совмещению. Для удобства анализа обычно точки решётки совмещают с центрами каких-либо атомов из числа входящих в кристалл, либо с элементами симметрии.

## Общая характеристика
В зависимости от пространственной симметрии, все кристаллические решётки подразделяются на семь кристаллических систем. По форме элементарной ячейки они могут быть разбиты на шесть сингоний. Все возможные сочетания имеющихся в кристаллической решётке поворотных осей симметрии и зеркальных плоскостей симметрии приводят к делению кристаллов на 32 класса симметрии, а с учётом винтовых осей симметрии и скользящих плоскостей симметрии на 230 пространственных групп.
Помимо основных трансляций, на которых строится элементарная ячейка, в кристаллической решётке могут присутствовать дополнительные трансляции, называемые решётками Браве. В трёхмерных решётках бывают гранецентрированная (F), объёмноцентрированная (I), базоцентрированная (A, B или C), примитивная (P) и ромбоэдрическая (R) решётки Браве. Примитивная система трансляций состоит из множества векторов (a, b, c), во все остальные входят одна или несколько дополнительных трансляций. Так, в объёмноцентрированную систему трансляций Браве входит четыре вектора (a, b, c, ½(a+b+c)), в гранецентрированную — шесть (a, b, c, ½(a+b), ½(b+c), ½(a+c)). Базоцентрированные системы трансляций содержат по четыре вектора: A включает вектора (a, b, c, ½(b+c)), B — вектора (a, b, c, ½(a+c)), а C — (a, b, c, ½(a+b)), центрируя одну из граней элементарного объёма. В системе трансляций Браве R дополнительные трансляции возникают только при выборе гексагональной элементарной ячейки и в этом случае в систему трансляций R входят вектора (a, b, c, 1/3(a+b+c), —1/3(a+b+c)).
| Типы центрировок решёток Браве | Типы центрировок решёток Браве | Типы центрировок решёток Браве | Типы центрировок решёток Браве | Типы центрировок решёток Браве                 |
| Примитивная                    | Базоцентрированная             | Гранецентрированная            | Объёмноцентрированная          | Дважды-объёмноцентрированная (Ромбоэдрическая) |
| ------------------------------ | ------------------------------ | ------------------------------ | ------------------------------ | ---------------------------------------------- |
| Примитивная                    | Базоцентрированная             | Гранецентрированная            | Объёмноцентрированная          | Дважды-объёмноцентрированная (Ромбоэдрическая) |

## Классификация решёток по симметрии
Сингонии:
- Низшая категория (все трансляции не равны друг другу)
  - Триклинная: {\displaystyle a\neq b\neq c}, {\displaystyle \alpha \neq \beta \neq \gamma \neq 90^{\circ }}
  - Моноклинная: {\displaystyle a\neq b\neq c}, {\displaystyle \alpha =\gamma =90^{\circ },\beta \neq 90^{\circ }}
  - Ромбическая: {\displaystyle a\neq b\neq c}, {\displaystyle \alpha =\beta =\gamma =90^{\circ }}

- Средняя категория (две трансляции из трёх равны между собой)
  - Тетрагональная: {\displaystyle a=b\neq c}, {\displaystyle \alpha =\beta =\gamma =90^{\circ }}
  - Гексагональная: {\displaystyle a=b\neq c}, {\displaystyle \alpha =\beta =90^{\circ },\gamma =120^{\circ }}
  - Тригональная: {\displaystyle a=b=c}, {\displaystyle \alpha =\beta =\gamma <120^{\circ }\neq 90^{\circ }}

- Высшая категория (все трансляции равны между собой)
  - Кубическая: {\displaystyle a=b=c}, {\displaystyle \alpha =\beta =\gamma =90^{\circ }}

| Сингония                                                                        | Тип центрировки ячейки Браве | Тип центрировки ячейки Браве | Тип центрировки ячейки Браве | Тип центрировки ячейки Браве | Тип центрировки ячейки Браве   |
| Сингония                                                                        | примитивная                  | базо- центрированная         | объёмно- центрированная      | гране- центрированная        | дважды объёмно- центрированная |
| ------------------------------------------------------------------------------- | ---------------------------- | ---------------------------- | ---------------------------- | ---------------------------- | ------------------------------ |
| Триклинная (параллелепипед)                                                     | Triclinic                    |                              |                              |                              |                                |
| Моноклинная (призма с параллелограммом в основании)                             | Monoclinic, simple           | Monoclinic, centered         |                              |                              |                                |
| Ромбическая (прямоугольный параллелепипед)                                      | Orthohombic, simple          | Orthohombic, base-centered   | Orthohombic, body-centered   | Orthohombic, face-centered   |                                |
| Тетрагональная (прямоугольный параллелепипед с квадратом в основании)           | Tetragonal, simple           |                              | Tetragonal, body-centered    |                              |                                |
| Гексагональная (призма с основанием правильного центрированного шестиугольника) | Hexagonal                    |                              |                              |                              | Hexagonal                      |
| Тригональная (равносторонний параллелепипед —ромбоэдр)                          | Rhombohedral                 |                              |                              |                              |                                |
| Кубическая (куб)                                                                | Cubic, simple                |                              | Cubic, body-centered         | Cubic, face-centered         |                                |

## Объём ячейки
Объём элементарной ячейки в общем случае вычисляется по формуле:
{\displaystyle {\mathsf {V=abc{\sqrt {1-\cos ^{2}\alpha -\cos ^{2}\beta -\cos ^{2}\gamma +2\cos \alpha \cos \beta \cos \gamma }}}}}